# Nepal nos Jogos Olímpicos de Verão de 1984
O Nepal competiu nos Jogos Olímpicos de Verão de 1984 em Los Angeles, Estados Unidos.

## Atletismo
400 m masculino
- Pushpa Raj Ojha
  - Eliminatórias — 52.12 (→ não avançou)

Maratona masculina
- Baikuntha Manandhar — 2:22:52 (→ 46º lugar)
- Arjun Pandit — 2:32:53 (→ 63º lugar)
- Amira Prasad Yadal — 2:38:10 (→ 69º lugar)